# Liga de Campeones de Futsal de la UEFA 2025-26
La Liga de Campeones de Futsal de la UEFA 2025-26 es la 40.ª edición del máximo torneo de clubes de fútbol sala y la 8ª bajo el nombre de Liga de Campeones de fútbol sala de la UEFA.
El torneo empezará el 26 de agosto de 2025 con los primeros partidos de la Ronda Preliminar y terminará el 10 de mayo de 2025 con la gran Final.

## Formato
El torneo consta de cinco rondas: Ronda Preliminar, Ronda Principal, Octavos de Final, Cuartos de Final y Ronda Final.
La primera en jugarse es la Ronda Preliminar donde los equipos con menor clasificación pasan a disputar mini-torneos de cuatro equipos bajo el sistema de liga que tienen lugar al inicio de la temporada. Cada mini-torneo lo acoge uno de los equipos que participa y cada conjunto juega ante los otros siendo el vencedor del grupo el que pasa a la siguiente ronda.
En la Ronda Principal, los ganadores de la ronda preliminar se unen al resto de participantes. Los clubes se dividen en ocho grupos de cuatro equipos y los mini-torneos vuelven a disputarse en una sede. Los equipos con mejor coeficiente están presentes en la Ruta A con cuatro grupos en los que los tres mejores clasificados avanzan a la siguiente ronda, mientras que el resto de equipos y los procedentes de la ronda preliminar lo hacen en la Ruta B con otros cuatro grupos en los que tan solo el primer clasificado avanza a la siguiente ronda.
En los octavos de final los vencedores de los grupos de la Ruta B, y los terceros clasificados de la Ruta A; se enfrentan a eliminatoria de ida y vuelta a los mejores clasificados de la Ruta A.
Los vencedores de octavos de final se emparejan en cuartos de final en otra eliminatoria a ida y vuelta. Los ganadores pasan a la fase final.
Los cuatro clasificados juegan la fase final y la sede es escogida entre los participantes en dicha fase. El torneo se juega en formato eliminatorio con las semifinales dos días antes de la final y el partido por el tercer puesto. Si el partido por el tercer y cuarto puesto acaba en empate tras los 40 minutos se irá directamente a los penaltis. En el resto de los partidos, se jugarán diez minutos de prórroga.

## Equipos participantes
La federación rusa fue excluida debido a la invasión rusa de Ucrania.Las tres primeras naciones de la clasificación, es decir, Portugal, España y Kazajistán, tienen derecho a inscribir dos equipos. Dado que el poseedor del trofeo pertenece a una de estas federaciones, Ucrania, cuarto en la clasificación, también obtiene esta ventaja. Sus ocho representantes, se encuentran entre los 23 equipos con los coeficientes más altos y comienzan directamente desde la Ronda Principal. Los otros 32 parten de la ronda preliminar. Compiten 55 federaciones, una menos que en la pasada edición.

### Ranking de asociaciones
Para la Liga de Campeones de fútbol sala de la UEFA 2025-26, el número de plazas de las diferentes asociaciones es asignado según su Coeficiente UEFA futsal de selecciones nacionales.
| Posición | Asociación   | Coef.    | Equipos |
| -------- | ------------ | -------- | ------- |
| 1        | Portugal     | 2945,674 | 2       |
| 2        | España       | 2639,875 | 2       |
| 3        | Rusia        | 2547,128 | 0       |
| 4        | Kazajistán   | 2456,651 | 2       |
| 5        | Ucrania      | 2344,186 | 2       |
| 6        | Francia      | 2193,280 | 1       |
| 7        | Croacia      | 2068,750 | 1       |
| 8        | Eslovenia    | 1921,849 | 1       |
| 9        | Rep. Checa   | 1914,870 | 1       |
| 10       | Polonia      | 1908,193 | 1       |
| 11       | Italia       | 1885,762 | 1       |
| 12       | Países Bajos | 1884,881 | 1       |
| 13       | Armenia      | 1828,292 | 1       |
| 14       | Georgia      | 1815,083 | 1       |
| 15       | Bielorrusia  | 1781,380 | 1       |
| 16       | Rumanía      | 1732,698 | 1       |
| 17       | Finlandia    | 1725,522 | 1       |
| 18       | Eslovaquia   | 1700,892 | 1       |
| 19       | Serbia       | 1698,616 | 1       |

| Posición | Asociación           | Coef.    | Equipos |
| -------- | -------------------- | -------- | ------- |
| 20       | Bosnia y Herzegovina | 1656,029 | 1       |
| 21       | Bélgica              | 1621,045 | 1       |
| 22       | Hungría              | 1614,246 | 1       |
| 23       | Moldavia             | 1554,211 | 1       |
| 24       | Alemania             | 1529,459 | 1       |
| 25       | Azerbaiyán           | 1517,964 | 1       |
| 26       | Suecia               | 1412,328 | 1       |
| 27       | Letonia              | 1387,298 | 1       |
| 28       | Macedonia del Norte  | 1315,844 | 1       |
| 29       | Kosovo               | 1285,159 | 1       |
| 30       | Grecia               | 1284,210 | 1       |
| 31       | Dinamarca            | 1267,207 | 1       |
| 32       | Montenegro           | 1250,279 | 1       |
| 33       | Noruega              | 1229,239 | 1       |
| 34       | Andorra              | 1196,834 | 1       |
| 35       | Lituania             | 1195,609 | 1       |
| 36       | Inglaterra           | 1186,324 | 1       |
| 37       | Albania              | 1151,813 | 1       |
| 38       | Turquía              | 1066,169 | 1       |

| Posición | Asociación        | Coef.    | Equipos |
| -------- | ----------------- | -------- | ------- |
| 39       | Chipre            | 1063,768 | 1       |
| 40       | Israel            | 1018,615 | 1       |
| 41       | Gales             | 1011,432 | 1       |
| 42       | Suiza             | 1010,342 | 1       |
| 43       | Malta             | 968,714  | 1       |
| 44       | Austria           | 940,856  | 1       |
| 45       | Bulgaria          | 939,587  | 1       |
| 46       | Gibraltar         | 787,952  | 1       |
| 47       | Estonia           | 774,138  | 1       |
| 48       | San Marino        | 720,179  | 1       |
| 49       | Escocia           | 649,496  | 1       |
| 50       | Irlanda del Norte | 625,159  | 1       |
| (NR)     | Irlanda           | --       | 1       |
| (NR)     | Islandia          | --       | 1       |
| (NR)     | Luxemburgo        | --       | 1       |
| (NR)     | Islas Feroe       | --       | DNE     |
| (NR)     | Liechtenstein     | --       | DNE     |

Notas
- (DNE) - No obtiene ningún equipo participante
- (NR) - Sin posición (la asociación no participó en las competiciones utilizadas para calcular los coeficientes)

Ucrania obtiene un equipo extra ya que el Palma Futsal, vigente campeón, pertenece a una de las tres primeras asociaciones.

### Lista de equipos
Lista de equipos por coeficiente UEFA.
| Posición | Equipo                | Coef.  | Ruta |
| -------- | --------------------- | ------ | ---- |
| Campeón  | Palma Futsal          | 82,334 | A    |
| 1        | Sporting de Portugal  | 57,501 | A    |
| 2        | SL Benfica            | 45,168 | A    |
| 3        | Jimbee Cartagena      | 45,000 | A    |
| 4        | AFC Kairat            | 36,333 | A    |
| 5        | RSC Anderlecht        | 25,500 | A    |
| 6        | FC Semey              | 18,333 | A    |
| 7        | Riga FC               | 17,000 | A    |
| 8        | Étoile Lavalloise     | 14,500 | A    |
| 9        | KMF Loznica-Grad 2018 | 13,167 | A    |
| 10       | Novo Vrijeme Makarska | 12,666 | A    |
| 11       | Piast Gliwice         | 12,334 | A    |
| 12       | Catania C/5           | 11,501 | B    |
| 13       | CS United Galați      | 11,500 | B    |
| 14       | FK Lučenec            | 11,250 | B    |
| 15       | MFC HIT Kiev          | 10,666 | B    |
| 16       | St. Andrews FC        | 10,500 | A    |
| 17       | FK Kauno Žalgiris     | 10,499 | A    |
| 18       | FK Chrudim            | 9,834  | A    |
| 19       | FC Prishtina 01       | 8,583  | A    |
| 20       | FC Differdange 03     | 7,000  | B    |
| 21       | Futsal Minerva        | 5,250  | B    |
| 22       | FC Aurora Team        | 5,000  | B    |
| 23       | Akaa Futsal           | 3,750  | B    |

| Posición | Equipo              | Coef. |
| -------- | ------------------- | ----- |
| 24       | FC Vrhnika          | 3,667 |
| 25       | Araz Naxçivan       | 3,501 |
| 26       | Tigers Roermond     | 3,167 |
| 27       | Viten Orsha         | 2,834 |
| 28       | Yerevan FS          | 2,501 |
| 29       | FC Veszprém         | 2,500 |
| 30       | MNK Buba Mara       | 2,167 |
| 31       | Hjørring FK         | 2,083 |
| 32       | FC Forca            | 2,000 |
| 33       | AEK Futsal          | 1,917 |
| 34       | AEL Limassol FC     | 1,915 |
| 35       | Borås AIK           | 1,750 |
| 36       | Blue Magic FC       | 1,750 |
| 37       | KMF Bajo Pivljanin  | 1,667 |
| 38       | FC Ljuti Krajišnici | 1,334 |
| 39       | TSV Weilimdorf      | 1,334 |

| Posición | Asociación        | Coef. |
| -------- | ----------------- | ----- |
| 40       | MFC CIU           | 1,167 |
| 41       | FSC Levski Sofia  | 0,917 |
| 42       | FC Tallinn B.P.   | 0,917 |
| 43       | FC Clic Media     | 0,916 |
| 44       | KF Vllaznia       | 0,834 |
| 45       | PYF Saltires      | 0,750 |
| 46       | Sjarmtrollan IL   | 0,667 |
| 47       | FC Encamp         | 0,500 |
| 48       | Bolton FC         | 0,500 |
| 49       | SS Murata         | 0,333 |
| 50       | FC Cardiff        | 0,000 |
| 51       | Sparta Belfast FC | 0,000 |
| 52       | Ísbjörninn        | 0,000 |
| 53       | Europa FC         | 0,000 |
| 54       | Maccabi Netanya   | 0,000 |
| 55       | Vangölü FK        | 0,000 |

## Ronda Preliminar
La ronda preliminar se disputa entre el 26 y el 30 de agosto.

### Grupo A
Sede: Kumanovo,  Macedonia del Norte
| Equipo     | Pts | PJ | PG | PE | PP | GF | GC | Dif |
| ---------- | --- | -- | -- | -- | -- | -- | -- | --- |
| Yerevan FS | 0   | 0  | 0  | 0  | 0  | 0  | 0  | 0   |
| FC Forca   | 0   | 0  | 0  | 0  | 0  | 0  | 0  | 0   |
| SS Murata  | 0   | 0  | 0  | 0  | 0  | 0  | 0  | 0   |
| FC Encamp  | 0   | 0  | 0  | 0  | 0  | 0  | 0  | 0   |

### Grupo B
Sede: Tirana,  Albania
| Equipo             | Pts | PJ | PG | PE | PP | GF | GC | Dif |
| ------------------ | --- | -- | -- | -- | -- | -- | -- | --- |
| Tigers Roermond    | 0   | 0  | 0  | 0  | 0  | 0  | 0  | 0   |
| KMF Bajo Pivljanin | 0   | 0  | 0  | 0  | 0  | 0  | 0  | 0   |
| KF Vllaznia        | 0   | 0  | 0  | 0  | 0  | 0  | 0  | 0   |
| Ísbjörninn         | 0   | 0  | 0  | 0  | 0  | 0  | 0  | 0   |

### Grupo C
Sede: Borås,  Suecia
| Equipo          | Pts | PJ | PG | PE | PP | GF | GC | Dif |
| --------------- | --- | -- | -- | -- | -- | -- | -- | --- |
| FC Vrhnika      | 0   | 0  | 0  | 0  | 0  | 0  | 0  | 0   |
| Borås AIK       | 0   | 0  | 0  | 0  | 0  | 0  | 0  | 0   |
| FC Tallinn B.P. | 0   | 0  | 0  | 0  | 0  | 0  | 0  | 0   |
| Vangölü FK      | 0   | 0  | 0  | 0  | 0  | 0  | 0  | 0   |

### Grupo D
Sede: Ciorescu,  Moldavia
| Equipo          | Pts | PJ | PG | PE | PP | GF | GC | Dif |
| --------------- | --- | -- | -- | -- | -- | -- | -- | --- |
| Hjørring FK     | 0   | 0  | 0  | 0  | 0  | 0  | 0  | 0   |
| AEL Limassol FC | 0   | 0  | 0  | 0  | 0  | 0  | 0  | 0   |
| FC Clic Media   | 0   | 0  | 0  | 0  | 0  | 0  | 0  | 0   |
| Maccabi Netanya | 0   | 0  | 0  | 0  | 0  | 0  | 0  | 0   |

### Grupo E
Sede: Sofía,  Bulgaria
| Equipo           | Pts | PJ | PG | PE | PP | GF | GC | Dif |
| ---------------- | --- | -- | -- | -- | -- | -- | -- | --- |
| Viten Orsha      | 0   | 0  | 0  | 0  | 0  | 0  | 0  | 0   |
| TSV Weilimdorf   | 0   | 0  | 0  | 0  | 0  | 0  | 0  | 0   |
| FSC Levski Sofia | 0   | 0  | 0  | 0  | 0  | 0  | 0  | 0   |
| Europa FC        | 0   | 0  | 0  | 0  | 0  | 0  | 0  | 0   |

### Grupo F
Sede: Linz,  Austria
| Equipo              | Pts | PJ | PG | PE | PP | GF | GC | Dif |
| ------------------- | --- | -- | -- | -- | -- | -- | -- | --- |
| Araz Naxçivan       | 0   | 0  | 0  | 0  | 0  | 0  | 0  | 0   |
| FC Ljuti Krajišnici | 0   | 0  | 0  | 0  | 0  | 0  | 0  | 0   |
| PYF Saltires        | 0   | 0  | 0  | 0  | 0  | 0  | 0  | 0   |
| Sparta Belfast FC   | 0   | 0  | 0  | 0  | 0  | 0  | 0  | 0   |

### Grupo G
Sede: Cazin,  Bosnia y Herzegovina
| Equipo        | Pts | PJ | PG | PE | PP | GF | GC | Dif |
| ------------- | --- | -- | -- | -- | -- | -- | -- | --- |
| MNK Buba Mara | 0   | 0  | 0  | 0  | 0  | 0  | 0  | 0   |
| Blue Magic FC | 0   | 0  | 0  | 0  | 0  | 0  | 0  | 0   |
| MFC CIU       | 0   | 0  | 0  | 0  | 0  | 0  | 0  | 0   |
| FC Cardiff    | 0   | 0  | 0  | 0  | 0  | 0  | 0  | 0   |

### Grupo H
Sede: Atenas,  Grecia
| Equipo          | Pts | PJ | PG | PE | PP | GF | GC | Dif |
| --------------- | --- | -- | -- | -- | -- | -- | -- | --- |
| FC Veszprém     | 0   | 0  | 0  | 0  | 0  | 0  | 0  | 0   |
| AEK Futsal      | 0   | 0  | 0  | 0  | 0  | 0  | 0  | 0   |
| Sjarmtrollan IL | 0   | 0  | 0  | 0  | 0  | 0  | 0  | 0   |
| Bolton FC       | 0   | 0  | 0  | 0  | 0  | 0  | 0  | 0   |

## Ronda Principal
La ronda principal se disputa entre el 28 de octubre y el 2 de noviembre.

### Ruta A

#### Grupo 1
Sede: Gliwice,  Polonia
| Equipo            | Pts | PJ | PG | PE | PP | GF | GC | Dif |
| ----------------- | --- | -- | -- | -- | -- | -- | -- | --- |
| Jimbee Cartagena  | 0   | 0  | 0  | 0  | 0  | 0  | 0  | 0   |
| RSC Anderlecht    | 0   | 0  | 0  | 0  | 0  | 0  | 0  | 0   |
| Piast Gliwice     | 0   | 0  | 0  | 0  | 0  | 0  | 0  | 0   |
| FK Kauno Žalgiris | 0   | 0  | 0  | 0  | 0  | 0  | 0  | 0   |

#### Grupo 2
Sede: Palma de Mallorca,  España
| Equipo            | Pts | PJ | PG | PE | PP | GF | GC | Dif |
| ----------------- | --- | -- | -- | -- | -- | -- | -- | --- |
| Palma Futsal      | 0   | 0  | 0  | 0  | 0  | 0  | 0  | 0   |
| FC Semey          | 0   | 0  | 0  | 0  | 0  | 0  | 0  | 0   |
| Étoile Lavalloise | 0   | 0  | 0  | 0  | 0  | 0  | 0  | 0   |
| FK Chrudim        | 0   | 0  | 0  | 0  | 0  | 0  | 0  | 0   |

#### Grupo 3
Sede: Pembroke,  Malta
| Equipo                | Pts | PJ | PG | PE | PP | GF | GC | Dif |
| --------------------- | --- | -- | -- | -- | -- | -- | -- | --- |
| SL Benfica            | 0   | 0  | 0  | 0  | 0  | 0  | 0  | 0   |
| Riga FC               | 0   | 0  | 0  | 0  | 0  | 0  | 0  | 0   |
| KMF Loznica-Grad 2018 | 0   | 0  | 0  | 0  | 0  | 0  | 0  | 0   |
| St. Andrews FC        | 0   | 0  | 0  | 0  | 0  | 0  | 0  | 0   |

#### Grupo 4
Sede: Makarska,  Croacia
| Equipo                | Pts | PJ | PG | PE | PP | GF | GC | Dif |
| --------------------- | --- | -- | -- | -- | -- | -- | -- | --- |
| Sporting de Portugal  | 0   | 0  | 0  | 0  | 0  | 0  | 0  | 0   |
| AFC Kairat            | 0   | 0  | 0  | 0  | 0  | 0  | 0  | 0   |
| Novo Vrijeme Makarska | 0   | 0  | 0  | 0  | 0  | 0  | 0  | 0   |
| FC Prishtina 01       | 0   | 0  | 0  | 0  | 0  | 0  | 0  | 0   |

### Ruta B

#### Grupo 5
Sede: Catania,  Italia
| Equipo      | Pts | PJ | PG | PE | PP | GF | GC | Dif |
| ----------- | --- | -- | -- | -- | -- | -- | -- | --- |
| Catania C/5 | 0   | 0  | 0  | 0  | 0  | 0  | 0  | 0   |
| Akaa Futsal | 0   | 0  | 0  | 0  | 0  | 0  | 0  | 0   |
| 1º Grupo E  | 0   | 0  | 0  | 0  | 0  | 0  | 0  | 0   |
| 1º Grupo H  | 0   | 0  | 0  | 0  | 0  | 0  | 0  | 0   |

#### Grupo 6
Sede: 
| Equipo         | Pts | PJ | PG | PE | PP | GF | GC | Dif |
| -------------- | --- | -- | -- | -- | -- | -- | -- | --- |
| FK Lučenec     | 0   | 0  | 0  | 0  | 0  | 0  | 0  | 0   |
| Futsal Minerva | 0   | 0  | 0  | 0  | 0  | 0  | 0  | 0   |
| 1º Grupo G     | 0   | 0  | 0  | 0  | 0  | 0  | 0  | 0   |
| 1º Grupo D     | 0   | 0  | 0  | 0  | 0  | 0  | 0  | 0   |

#### Grupo 7
Sede: 
| Equipo            | Pts | PJ | PG | PE | PP | GF | GC | Dif |
| ----------------- | --- | -- | -- | -- | -- | -- | -- | --- |
| CS United Galați  | 0   | 0  | 0  | 0  | 0  | 0  | 0  | 0   |
| FC Differdange 03 | 0   | 0  | 0  | 0  | 0  | 0  | 0  | 0   |
| 1º Grupo F        | 0   | 0  | 0  | 0  | 0  | 0  | 0  | 0   |
| 1º Grupo B        | 0   | 0  | 0  | 0  | 0  | 0  | 0  | 0   |

#### Grupo 8
Sede: 
| Equipo         | Pts | PJ | PG | PE | PP | GF | GC | Dif |
| -------------- | --- | -- | -- | -- | -- | -- | -- | --- |
| MFC HIT Kiev   | 0   | 0  | 0  | 0  | 0  | 0  | 0  | 0   |
| FC Aurora Team | 0   | 0  | 0  | 0  | 0  | 0  | 0  | 0   |
| 1º Grupo C     | 0   | 0  | 0  | 0  | 0  | 0  | 0  | 0   |
| 1º Grupo A     | 0   | 0  | 0  | 0  | 0  | 0  | 0  | 0   |

## Octavos de Final
Los Octavos de Final se disputan entre el 24 de noviembre y el 5 de diciembre.
| Equipo 1 | Agr. | Equipo 2 | Ida | Vuelta |
| -------- | ---- | -------- | --- | ------ |
| Equipo   |      | Equipo   |     |        |

| Equipo 1 | Agr. | Equipo 2 | Ida | Vuelta |
| -------- | ---- | -------- | --- | ------ |
| Equipo   |      | Equipo   |     |        |

| Equipo 1 | Agr. | Equipo 2 | Ida | Vuelta |
| -------- | ---- | -------- | --- | ------ |
| Equipo   |      | Equipo   |     |        |

| Equipo 1 | Agr. | Equipo 2 | Ida | Vuelta |
| -------- | ---- | -------- | --- | ------ |
| Equipo   |      | Equipo   |     |        |

| Equipo 1 | Agr. | Equipo 2 | Ida | Vuelta |
| -------- | ---- | -------- | --- | ------ |
| Equipo   |      | Equipo   |     |        |

| Equipo 1 | Agr. | Equipo 2 | Ida | Vuelta |
| -------- | ---- | -------- | --- | ------ |
| Equipo   |      | Equipo   |     |        |

| Equipo 1 | Agr. | Equipo 2 | Ida | Vuelta |
| -------- | ---- | -------- | --- | ------ |
| Equipo   |      | Equipo   |     |        |

| Equipo 1 | Agr. | Equipo 2 | Ida | Vuelta |
| -------- | ---- | -------- | --- | ------ |
| Equipo   |      | Equipo   |     |        |

## Cuartos de Final
Los Cuartos de Final se disputan entre el 23 de febrero y el 6 de marzo de 2026.
| Equipo 1 | Agr. | Equipo 2 | Ida | Vuelta |
| -------- | ---- | -------- | --- | ------ |
| Equipo   |      | Equipo   |     |        |

| Equipo 1 | Agr. | Equipo 2 | Ida | Vuelta |
| -------- | ---- | -------- | --- | ------ |
| Equipo   |      | Equipo   |     |        |

| Equipo 1 | Agr. | Equipo 2 | Ida | Vuelta |
| -------- | ---- | -------- | --- | ------ |
| Equipo   |      | Equipo   |     |        |

| Equipo 1 | Agr. | Equipo 2 | Ida | Vuelta |
| -------- | ---- | -------- | --- | ------ |
| Equipo   |      | Equipo   |     |        |